# Вознесенська церква (Роїще)
Церква Вознесіння Господнього — пам'ятка дерев'яної архітектури, розташована у с. Роїще, Чернігівського району, Чернігівської області.

## Історія
Церква була зведена 1901 року у поширеному тоді стилі історизм.
Церква хрестоподібна у плані, із прибудованою з західного боку над входом високою дзвіницею. Дзвіниця з півдня та півночі має невеликі прибудови із окремими входами.
Цекрква має один великий купол, що завершується цибулястою маківкою.
Особливістю архітекутри Вознесенської церкви є те, що галереї хорів тягнуться вздовж стін всередині церкви.
Церква перебуває у доброму стані. Офіційно у реєстр пам'яток архітектури не внесена.